# Дело Раковой
«Дело Раковой» — уголовное дело о мошенничестве с госконтрактами и растрате 50 млн рублей, возбуждённое в 2021 году против экс-замминистра просвещения Марины Раковой. Фигурантами дела Раковой стали семь человек, в том числе ректор «Шанинки» Сергей Зуев и ректор РАНХиГС Владимир Мау. Все фигуранты, кроме исполнительного директора «Шанинки» Кристины Крючковой, отрицали обвинения и были заключены в СИЗО. Крючкова, дав признательные показания, содержалась под домашним арестом. Сергей Зуев был помещён в СИЗО после сложной операции на сердце, его защите неоднократно отказывали в переводе под домашний арест, что привело к значительному ухудшению его здоровья.
Марина Ракова дала признательные показания спустя девять месяцев ареста, она и Зуев компенсировали вменяемые им суммы ущерба, причинённого государству. Журналистские расследования характеризуют «дело Раковой» как «передел многомиллиардного рынка учебников» и, частично, следствие личных конфликтов бывшей замминистра с её прямым начальником Ольгой Васильевой, а также представителями издательства «Просвещение», монополиста рынка учебных пособий в России.
Приговор по делу был оглашён 19 марта 2024 года, все фигуранты получили условные сроки, за исключением Марины Раковой — её суд приговорил к пяти годам колонии общего режима.

## Описание

### Арест и следствие
В 2016—2018 годах Марина Ракова была главой «Фонда новых форм развития образования» и руководила проектом сети детских технопарков «Кванториум». С 15 октября 2018 года она занимала пост заместителя министра просвещения Российской Федерации, где участвовала в работе над национальным проектом «Образование». В марте 2020 с частью своей команды Ракова перешла в «Сбербанк», где занимала пост вице-президента и курировала «Цифровые образовательные платформы».
3 августа 2021 года исполняющая обязанности гендиректора «Фонда развития новых форм образования» Юлия Пономарева написала заявление о мошенничестве в отношении неустановленных лиц и контрактов, которые в 2019 году ФНФРО заключил с московской «Шанинкой». Главным подозреваемым стала Марина Ракова, в конце сентября 2021 года в её доме был проведён обыск. 30 сентября она не явилась на допрос в Следственный комитет и 1 октября была объявлена в розыск. После исчезновения Раковой были арестованы руководители программы Сбера «Цифровые платформы образования» Максим Инкин и Евгений Зак, а также бывшая сотрудница «Фонда новых форм развития образования» Кристина Крючкова, на тот момент занимавшая должность исполнительного директора «Шанинки». 6 октября был арестован гражданский муж Раковой Артур Стеценко. На следующий день Ракова пришла в Главное следственное управление МВД на допрос, после чего была заключена под домашний арест. 7 октября Тверской суд Москвы изменил меру пресечения, отправив Ракову в СИЗО. Тем временем, представители «Сбербанка» заявили, что она не является сотрудником компании с 4 октября 2021.
В рамках расследования было выделено три эпизода, квалифицированных как мошенничество в особо крупном размере. По первому эпизоду следствие вменяет Раковой и экс-замдиректора «Фонда новых форм развития образования» Евгению Заку участие в фиктивном трудоустройстве 12 работников Минпросвещения на должности научных сотрудников в РАНХиГС.
По второму эпизоду предполагается, что в 2019 году Ракова с сообщниками похитили 21 млн рублей, предназначавшихся программе «Учитель будущего», и сфальсифицировали документы по её исполнению. Поскольку основным подрядчиком по исполнению контрактов была московская «Шанинка», следствие задержало её ректора Сергея Зуева. Примечательно, что экспертиза, заказанная МВД по материалам в рамках контрактов с «Шанинкой», была запрошена следствием ещё в июле 2021-го, за месяц до того, как было подано заявление Юлии Пономарёвой. Качество исследования проверяла Российская академия образования, управляемая бывшей начальницей Раковой Ольгой Васильевой. Во время совместной работы у женщин, по свидетельствам СМИ, был острый конфликт.
Спустя неделю после ареста Раковой, 12 октября по её делу был арестован ректор Шанинки Сергей Зуев. По отзывам экспертов, а также представителей Шанинки, все услуги и обязательства по контрактам между его вузом и ФНФРО были выполнены в полном объёме, однако ненадлежащим образом задокументированы, и потому фигурантам вменяется похищение всей суммы. Глава «Руси Сидящей» Алексей Фёдоров прокомментировал в СМИ ситуацию, объяснив, что вузы с безупречной репутацией систематически попадают «в такие истории», так как «часто невозможно всё оформить правильно». Ракова, как и остальные фигуранты дела, отрицали все обвинения. Признательные показания по делу дала только Крючкова, после чего она была переведена под домашний арест, в то время как остальные обвиняемые были оставлены в СИЗО несмотря на многочисленные апелляции защиты. Дело Раковой вызвало широкий общественный резонанс, открытые письма в поддержку Сергея Зуева с требованием перевести его из СИЗО подписали 59 академиков РАН и более 200 студентов и преподавателей «Шанинки».
По третьему эпизоду, Ракова обвиняется в фиктивном трудоустройстве своего гражданского мужа в «Фонд развития новых форм образования», что повлекло ущерб в 9 млн рублей.
По информации The Bell, в период работы в Министерстве образования у Раковой возник конфликт не только с министром просвещения Ольгой Васильевой, но также с Сергеем Кравцовым и с руководством издательства «Просвещение», монополиста рынка учебной литературы, которое также поставляет в школы и компьютерное оборудование. Источники The Bell сообщили, что уже работая в «Сбербанке» Ракова продвигала цифровизацию образования и переход на бесплатные цифровые материалы вместо печатных. Её проект «СберКласс» планировали включить в список цифровых издателей наряду с «Просвещением», которое ранее получало до 30 млрд рублей выручки ежегодно за печать учебных пособий. Журналисты характеризуют «дело Раковой» как «передел рынка учебников».
7 июня 2022 года на допросе Ракова признала вину, после чего её показания были оформлены как явка с повинной. Она также выразила готовность возместить вменяемый ей ущерб и дала показания на нового фигуранта дела — ректора РАНХиГС Владимира Мау. Суд, тем не менее, отказал защите в переводе Раковой под домашний арест и продлил срок её заключения в СИЗО ещё на два месяца.
22 августа 2022 года было объявлено о завершении следственных действий по делу, Мау остался единственным фигурантом, не признавшим вину. 14 октября 2022 года с него сняли все обвинения и прекратили дело «в связи с его непричастностью к преступлению».
2 ноября 2022 года следователь направил в Мосгорсуд ходатайство об отмене меры пресечения Раковой, Зуеву, Инкину, Стеценко, Крючковой и Заку. На заседании 3 ноября суд удовлетворил прошение, Раковой и Зуеву арест заменили на запрет определённых действий сроком до 7 февраля 2023 года.
17 января 2023 года было объявлено о завершении расследования, обвиняемые и их адвокаты подписали протокол об окончании ознакомления с 98 томами материалов. После утверждения обвинительного заключения прокуратурой дело было отправлено на рассмотрение в суд.

### Приговор
19 марта 2024 года Никулинский суд Москвы огласил приговоры фигурантам дела. Все они были признаны виновными в мошенничестве особо крупного размера, однако приговор суда оказался мягче, чем запрашивала прокуратура. Сергей Зуев получил 4 года условно и запрет на работу на государственных должностях в течение 2 лет. Марину Ракову приговорили к 5 годам заключения в колонии общего режима с зачётом проведённого в СИЗО времени (с 6 ноября 2021 года по 3 ноября 2022-го) как день за полтора, а период под запретом определённых действий — как день за два. По иску РАНХиГС о возмещении ущерба, с неё взыскали 2 млн 180 тыс. руб. Также Раковой был назначен штраф в 900 тыс. рублей и запрет на работу на госслужбе в течение 2,5 лет. Артур Стеценко, Максим Инкин, Иван Федотов и Кристина Крючкова получили по три года условно, Федотов и Крючкова также штрафы в 700 тыс. и 300 тыс. руб., соответственно, и запрет на работу на госслужбе. Евгений Зак получил 4,5 года условно.

## Комментарии
1. ↑  С 13 октября 2021 года находился под следствием по делу о хищении бюджетных средств, с 9 ноября 2021 содержался в СИЗО. По свидетельству адвокатов защиты, после трёх операций на сердце здоровье Зуева при отсутствии надлежащего медицинского ухода необратимо ухудшалось[13][14], к февралю 2022 года он не мог встать без посторонней помощи[15]. Был переведён под домашний арест после дачи признательных показаний 3 августа 2022 года[16].